# Bistra (okręg Alba)
Bistra – wieś w Rumunii, w okręgu Alba, w gminie Bistra. W 2011 roku liczyła 1988 mieszkańców.